# Acquedotto del Peschiera-Capore

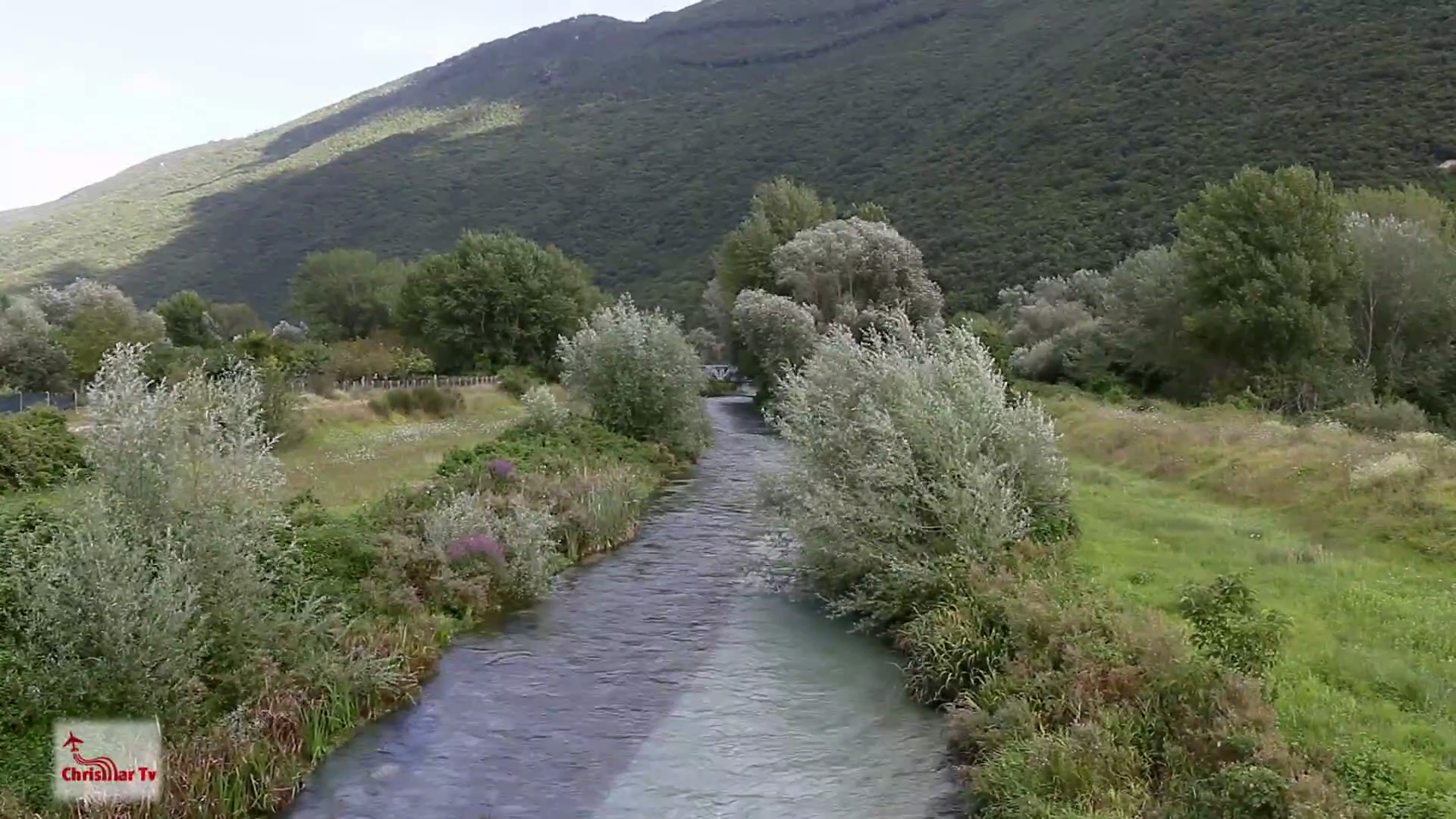
Il Peschiera nei pressi delle sorgenti

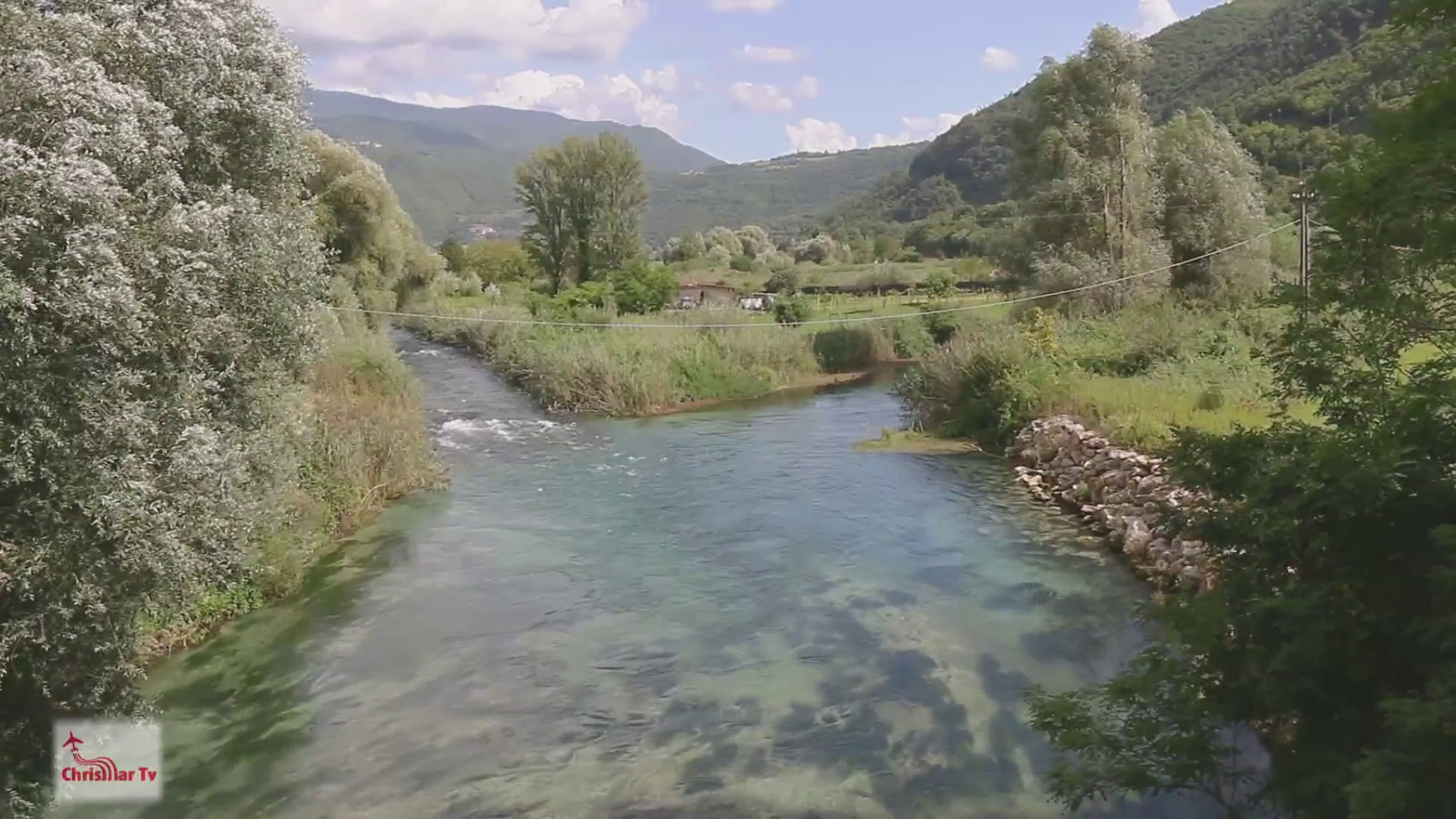
La confluenza del Peschiera (a destra) nel fiume Velino (a sinistra)

L'acquedotto del Peschiera-Capore è il principale acquedotto di Roma, che convoglia le acque delle sorgenti del Peschiera e delle Capore, entrambe in provincia di Rieti; serve inoltre gran parte dei comuni della bassa Sabina e dell'agro romano orientale. È gestito dal grande gruppo di capitali Acea, che dal 1996 attinge dalle sorgenti senza alcuna concessione.
È uno dei più grandi acquedotti del mondo a trasportare soltanto acqua di sorgente. La portata media complessivamente addotta alla città di Roma è di approssimativamente 14 m³/s (14 000 litri/s), pari a circa l'85% dell'acqua consumata a Roma, mentre la sua lunghezza totale è di quasi 130 km, il 90% dei quali è sotterraneo.
Queste caratteristiche, insieme alla complessità delle varie parti che lo compongono (tra cui anche una centrale idroelettrica), la cui realizzazione ha richiesto quasi mezzo secolo oltre ad un ventennio di progettazione preliminare, rendono riduttiva la denominazione di acquedotto mentre sarebbe più adeguato parlare di sistema acquedottistico del Peschiera-Capore.

## Caratteristiche tecniche

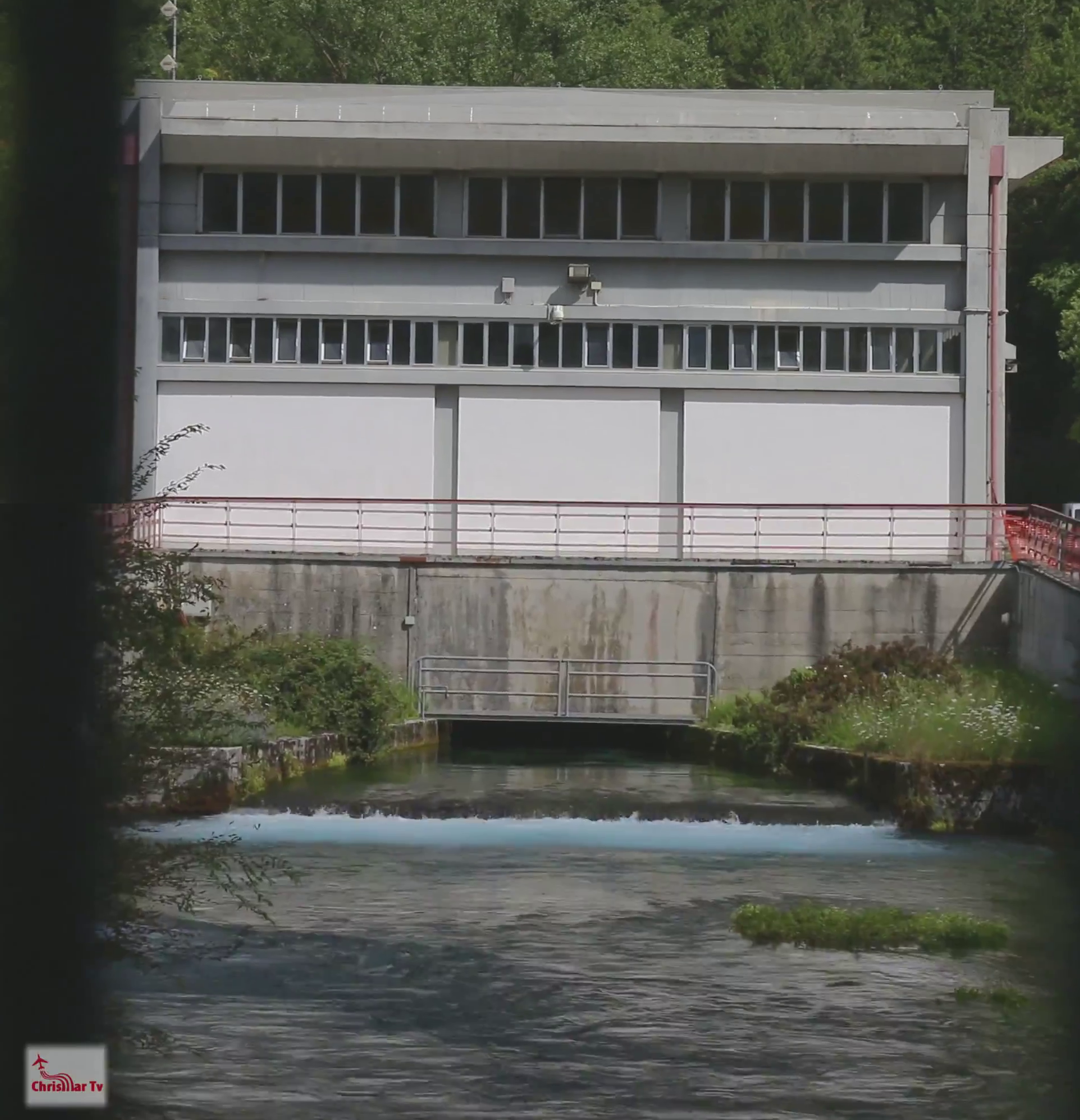
L'opera di presa delle sorgenti del Peschiera, nei pressi di Cittaducale (RI)

Il sistema acquedottistico Peschiera-Capore si compone di due tronchi: il ramo superiore (che va da Cittaducale fino a Salisano) e il ramo inferiore (che va da Salisano a Roma).
L'acquedotto ha origine in provincia di Rieti, al confine tra i comuni di Cittaducale e Castel Sant'Angelo (non lontano dalle terme di Cotilia). Lì si trova l'opera di captazione delle sorgenti del Peschiera (le seconde d'Italia per portata), poste a 410 m s.l.m. nella Piana di San Vittorino, alle falde del monte Nuria.
Da qui ha origine il ramo superiore, lungo 26 km, che trasporta l'acqua fino a Salisano (sempre in provincia di Rieti).
Salisano (210 m s.l.m.) è un importante snodo dell'acquedotto, perché, in tale località, alle acque del Peschiera vengono aggiunte quelle provenienti dalle sorgenti Le Capore, che sgorgano nei pressi di Frasso Sabino lungo il corso del fiume Farfa. Inoltre, sempre a Salisano, è presente una centrale idroelettrica dove vengono convogliate sia le acque del Peschiera sia quelle delle Capore, allo scopo di produrre energia elettrica. Si tratta di una centrale di tipo ad acqua fluente, con una potenza nominale di circa 40 MW; il salto utile della condotta proveniente dalle sorgenti del Peschiera è di 250 m, mentre quello della condotta proveniente dalle sorgenti Le Capore è di 85 m. È l'unica in Italia a funzionare con acqua potabile.
Il tronco posto a valle della centrale idroelettrica, detto ramo inferiore, trasporta l'acqua da Salisano fino ad una serie di altre condotte disposte in modo anulare attorno alla città di Roma, da cui parte poi la successiva rete di distribuzione che porta l'acqua alle varie utenze. Il ramo inferiore si compone di due grosse condotte: il ramo destro (lungo 59 km), che segue la sponda destra del fiume Tevere e termina nella vasca di carico di Ottavia, e quello sinistro (lungo 33 km), che segue la sponda sinistra del fiume e termina nella vasca di carico di Collelungo.
Dalla centrale di Salisano hanno origine inoltre vari acquedotti a servizio dei comuni della Sabina e dell'agro romano:
- l'acquedotto della media Sabina, lungo circa 140 km, che attinge da Salisano per 25 lt/s e rifornisce i comuni di Poggio Catino, Casperia, Torri in Sabina, Selci, Montebuono, Configni, Roccantica, Cottanello, Montasola, Vacone (provincia di Rieti) e di Calvi dell'Umbria (provincia di Terni);[5]
- l'acquedotto della bassa Sabina "Acquapeschiera", che rifornisce i comuni di Cantalupo, Collevecchio, Forano, Stimigliano e Tarano.[6]

L'acquedotto del Peschiera è caratterizzato da condotte in cui l'acqua scorre a pelo libero e da condotte in cui il moto avviene anche in pressione: la scelta di adottare una soluzione piuttosto che un'altra può essere ricondotta essenzialmente a motivazioni tecniche inerenti alle tecnologie costruttive disponibili per realizzare i vari tratti. Inoltre, contrariamente a quanto si può pensare, le condotte non sono tutte metalliche bensì prevalentemente in cemento armato: le condotte metalliche rappresentano infatti soltanto una piccola parte del sistema acquedottistico complessivo. Inoltre la complessa gestione di un tale sistema richiede tutta una serie di opere ausiliarie come vasche di carico, serbatoi e piezometri.
Il sistema del Peschiera-Capore in ogni sua componente è gestito dall'Acea che cura anche la successiva fase di distribuzione idrica nella città di Roma.
La città di Roma dipende quasi per intero dall'acquedotto del Peschiera, che fornisce oltre il 70% del suo fabbisogno idrico. Per tale ragione il sistema Peschiera-Capore ha un'importanza strategica di livello nazionale ed è monitorato 24 ore su 24 da tecnici specializzati, presenti nell'impianto di Cittaducale o nella sala operativa di Piazzale Ostiense. Le opere di captazione di Cittaducale sono recintate e accessibili solo dietro permessi speciali; durante i periodi di tensione, come nel caso della guerra del Golfo o dell'attentato dell'11 settembre 2001, l'impianto fu presidiato dall'esercito per scongiurare il rischio di attentati.
In virtù dell'alta sismicità della zona delle sorgenti, tutte le strutture sono costantemente monitorate da una rete di sensori in grado di rilevare eventuali danni provocati dalle scosse telluriche. Inoltre la purezza dell'acqua è misurata costantemente da stazioni dotate di celle elettrolitiche, in modo da evitare rischi di avvelenamento.
A Roma è dedicata una strada all'acquedotto (via Acquedotto del Peschiera): l'acquedotto per un tratto del suo percorso passa esattamente sotto tale via.

## Storia
Il sistema Peschiera-Capore è stato realizzato in tutte le sue componenti (opere di captazione, condotte di adduzione, manufatti speciali e sistemi di controllo e regolazione) in un periodo di tempo compreso tra il 1937 e il 1980, attraverso una serie di fasi successive presentate di seguito.

### L'ideazione del progetto
L'origine del sistema Peschiera-Capore risale ai primi anni del Novecento. Infatti, una delle due più importanti iniziative per la quale il Comune di Roma (Giunta dell'allora sindaco Nathan) deve essere ricordato nel campo della politica idrica è, oltre a quella di modernizzazione della distribuzione dell'acquedotto Vergine, l'inizio degli studi per la derivazione dell'acqua dalle sorgenti del fiume Peschiera nella Piana di San Vittorino, predisposti nel 1908 dall'ing. Gaetano Roselli Lorenzini e tradotti in un progetto di domanda formale di concessione, presentata nel 1913, dal Comune di Roma al Ministero di competenza per l'utilizzo di una portata di 8 m³/s. Per vari motivi però nel 1926 fu concessa al Comune di Roma una portata pari a soli 4 m³/s. Nel tempo la città di Roma chiese ed ottenne l'estensione di tale concessione prima a 5,5 m³/s poi a 9,5 m³/s.

### Il primo progetto definitivo
Il primo progetto definitivo, che risale al 1932, prevedeva una portata di 4 m³/s dalle sorgenti del fiume Peschiera con un grande tunnel tra le sorgenti e il comune di Salisano, in provincia di Rieti, ("ramo superiore") e una sezione successiva tra Salisano e Roma ("ramo inferiore"), passante nella riva destra del fiume Tevere. La scelta di questo tragitto andava ricercata nella volontà di utilizzare il ramo superiore come strumento di regolazione della produzione di elettricità nella centrale idroelettrica di Salisano, che disponeva di un salto di 240 m. Tuttavia, fu subito chiaro che la città di Roma di lì a poco avrebbe avuto bisogno di una maggiore quantità d'acqua, e così si ideò un altro ramo della sezione inferiore che passasse però lungo la riva sinistra del Tevere. La realizzazione di questo primo progetto avvenne in tre fasi successive. Nel 1935 il Governatorato di Roma decise di avviare i lavori del nuovo acquedotto, che prese il nome di Acquedotto Imperiale IX Maggio in memoria della contemporanea proclamazione dell'impero fascista, e ne affidò la progettazione esecutiva e l'esecuzione alla sua Azienda Elettrica Municipale (che sarebbe diventata nel 1937 Azienda Governatoriale Elettricità ed Acque - AGEA e nel 1945 semplicemente Azienda Comunale Elettricità ed Acque - ACEA).

### Fase 1 (1937-1943)
Gli effettivi lavori ebbero inizio nel 1937 e riguardarono le opere di captazione delle sorgenti del Peschiera, il cosiddetto tronco superiore (fra le sorgenti e il comune di Salisano) e la centrale idroelettrica di Salisano che nella seconda metà del 1940 erano praticamente ultimate e, nel caso della centrale elettrica, funzionante. All'inaugurazione della centrale di Salisano, l'8 maggio 1940, presero parte Mussolini e le massime cariche del regime fascista. In questa prima fase l'acquedotto si chiamava "imperiale IX Maggio" in omaggio alla fondazione dell'impero nel 1936.
Fu anche completata gran parte del tronco inferiore in destra, e un terzo circa dei manufatti speciali, tra i quali il ponte destinato a sorreggere le due condotte in acciaio per l'attraversamento della sede della ferrovia Roma-Firenze ed il fiume Tevere, presso la stazione di Poggio Mirteto. A seguito degli eventi bellici del 1943 i lavori di costruzione del sistema Peschiera-Capore furono sospesi. In questa prima fase il ramo superiore fu realizzato in modo da convogliare alla centrale di Salisano una portata di 10 m³/s.

### Fase 2 (1945-1949)

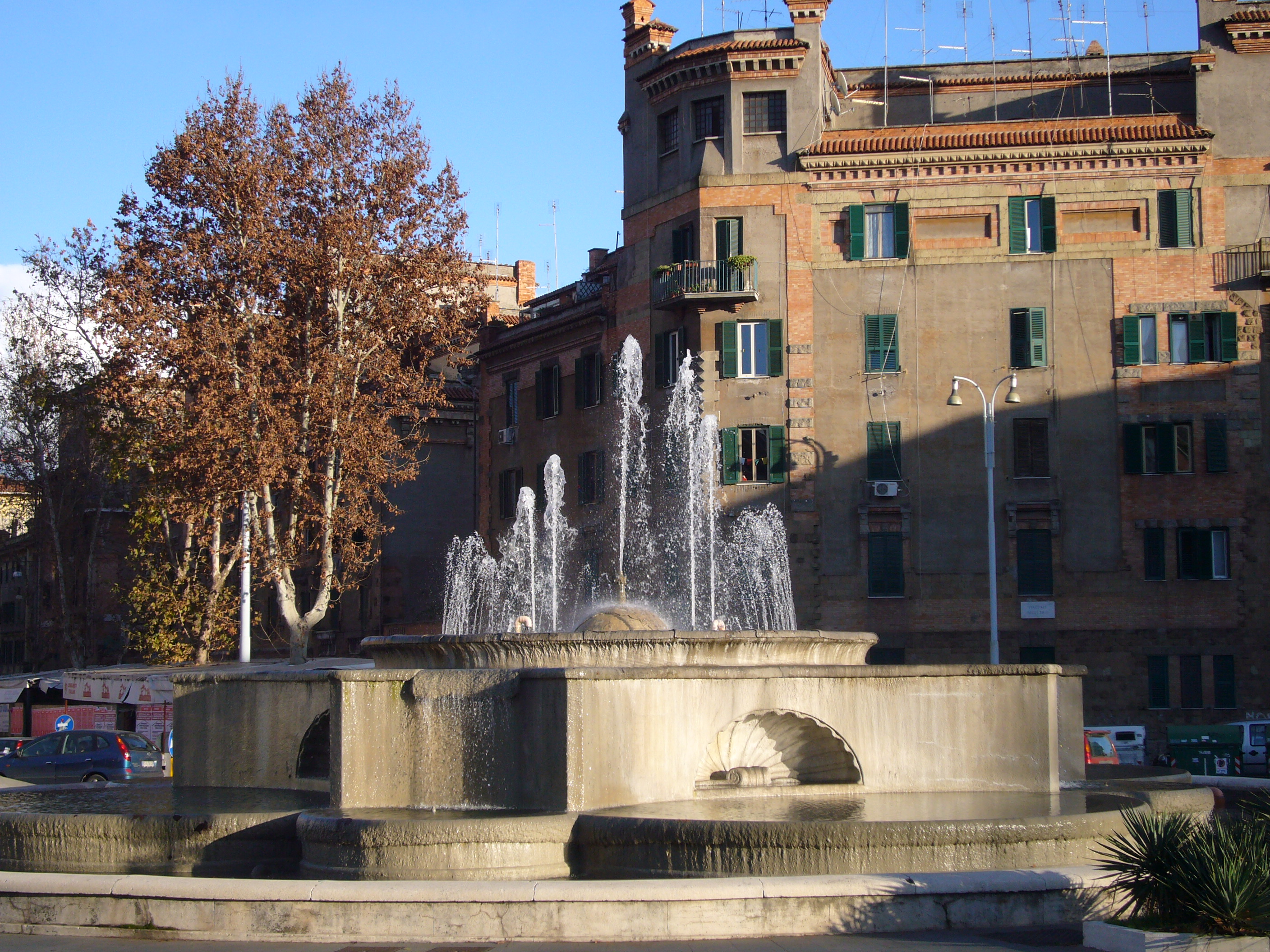
La fontana di piazzale degli Eroi, mostra finale dell'acquedotto

Nel 1945, alla fine delle ostilità, su spinta del senatore Tupini i lavori per l'acquedotto ripresero. In questa seconda fase furono completate tutte le opere realizzate nella fase precedente ma ancora incomplete, e finalmente nell'ottobre del 1949 fu possibile mettere in funzione il tronco inferiore con una portata di 1,2 m³/s. L'acquedotto fu inaugurato il 4 novembre del 1949 dal presidente della Repubblica Einaudi, con la messa in funzione della fontana di piazzale degli Eroi. L'acqua arrivava alle vasche di carico di Ottavia e tramite un, ancora parziale, collegamento fino alla vasca di smistamento Trionfale (sita in zona Monte Mario). La portata così bassa, rispetto a quella prevista, addotta dall'acquedotto era sostanzialmente dovuta a problemi legati all'attraversamento del fiume Tevere nella zona di Poggio Mirteto. Infatti in quel punto si passava dal moto a pelo libero delle gallerie a quello in pressione nelle condotte e non era stato possibile installare condotte metalliche adeguate alla massima portata prevista per il tronco inferiore e si erano adottate soluzioni temporanee e provvisorie.
I lavori furono sospesi nel 1949 per vari motivi: mancanza di finanziamenti, problemi tecnici di natura geotecnica e geologica.

### Fase 3 (1954-1957)

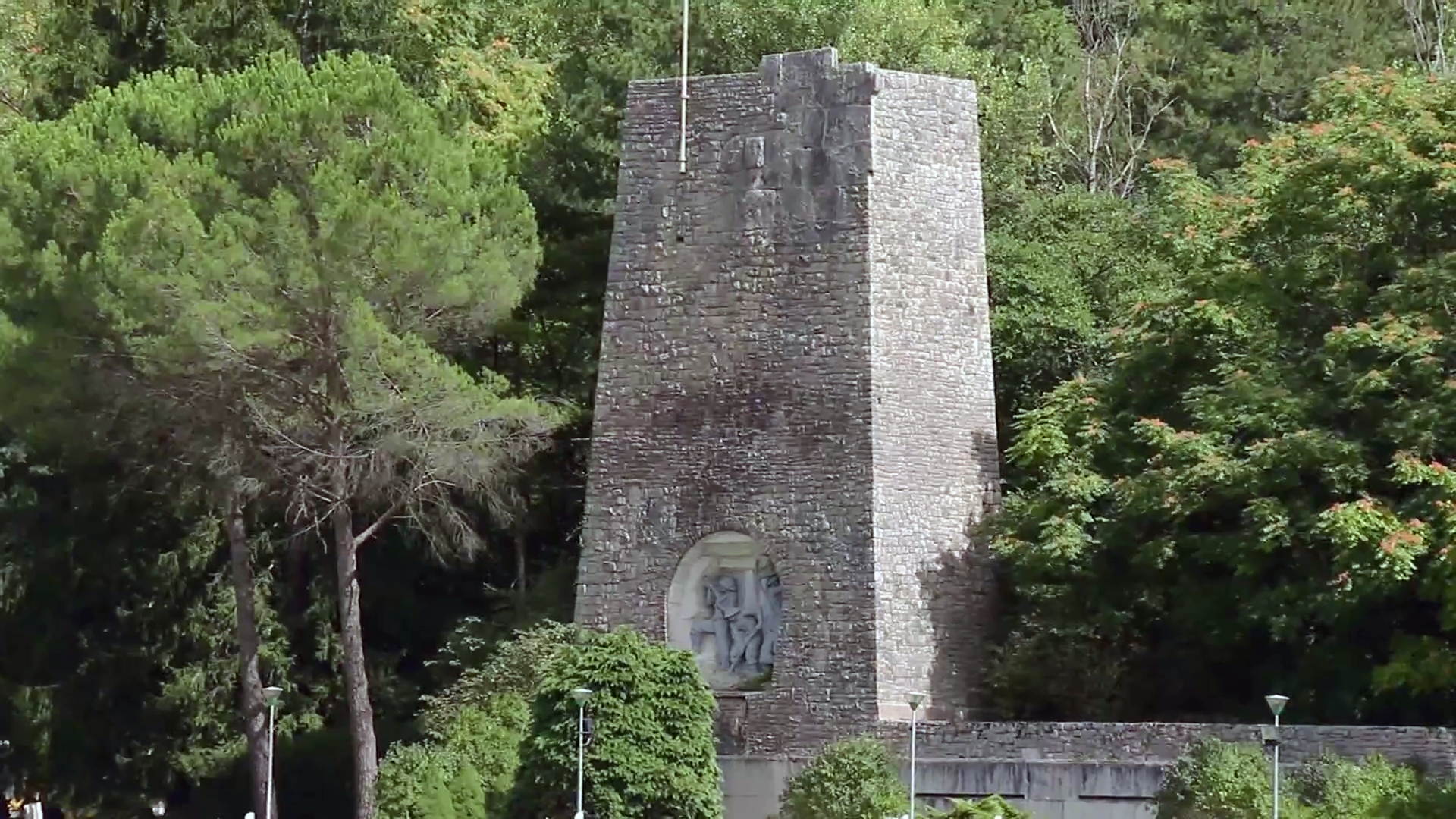
Il monumento che ricorda gli operai caduti nella costruzione dell'acquedotto

Nel biennio 1952 - 1953 i lavori erano sostanzialmente fermi ad eccezione dell'aumento della portata del ramo inferiore da 1,2 m³/s a 1,5 m³/s, mediante provvedimenti parziali e temporanei. La terza fase vera e propria cominciò invece nel 1954 grazie alla nuova disponibilità di fondi per la realizzazione dell'acquedotto. Infatti nel 1953 la cosiddetta "Legge per Roma" aveva autorizzato la contrazione dei mutui con il contributo dello Stato. In questa fase che si concluderà nel 1957 sarà ultimato l'originario progetto del 1932, quello che prevedeva la costruzione di una sola condotta che congiungesse la città di Roma con la centrale idroelettrica di Salisano, cioè il cosiddetto ramo inferiore. In questa fase si procedette al completamento, in via definitiva, dell'attraversamento del fiume Tevere, del raddoppio del collegamento tra la vasca di carico di Ottavia e quella di smistamento di Trionfale e fu curata la protezione igienica dell'intero sistema acquedottistico. Nella primavera del 1957 l'acquedotto era perciò in grado di portare nella città capitolina 5,5 m³/s, cioè i 4 m³/s della prima concessione più 1,5 m³/s di una seconda estensione della concessione originaria.

### Fase 4 (1966-1971)
Questa fase fu caratterizzata dalla costruzione del secondo ramo del tronco inferiore che partendo dalla centrale idroelettrica di Salisano avrebbe raggiunto, snodandosi sulla riva sinistra del Tevere, la vasca di ripartizione di Monte Carnale, in località S. Lucia a nord-est di Roma per una lunghezza delle condotte pari a 33 km. Naturalmente la costruzione di questo secondo ramo avrebbe richiesto un maggiore prelievo d'acqua dalle sorgenti del Peschiera fino al massimo consentito dal ramo superiore. Per tale motivo in questa fase furono anche sistemate e migliorate le opere di presa delle sorgenti, fu adeguato il tronco superiore e ampliata la centrale di Salisano. Nel giugno del 1971 perciò il nuovo tronco entrò in funzione e la quantità totale di acqua che i due rami adducevano complessivamente alla città di Roma era complessivamente pari a 9,5 m³/s.

### Fase 5 (1975-1980)
In questa quinta fase si realizzò la captazione dell'acqua da un'altra sorgente in modo da disporre di una maggiore portata: le sorgenti Le Capore, sempre in provincia di Rieti, come le sorgenti del Peschiera, ma nel territorio del comune di Frasso Sabino. Tali sorgenti vengono alla luce lungo l'alveo del fiume Farfa. Di fatto si procedette a convogliare le acque captate da tale sorgente fino alla centrale di Salisano e di lì immetterla nel tronco inferiore. Non è superfluo notare come la centrale idroelettrica di Salisano e il ramo di sinistra del tronco inferiore erano stati progettati ed eseguiti (con i lavori della quarta fase) tenendo presente la futura captazione delle acque delle sorgenti de Le Capore. La galleria che collega tali sorgenti con la centrale di Salisano ha una lunghezza di circa 7 km e termina in una vasca di carico da cui partono le condotte forzate in acciaio che alimentano il gruppo turbina-alternatore della centrale. L'incremento di portata che garantì l'utilizzo di questa sorgente fu pari a circa 5 m³/s, perciò l'acquedotto complessivamente adduceva alla città di Roma una portata, divisa nei due rami inferiori di destra e di sinistra, pari a circa 14 m³/s.

## Concessione e ristoro economico
La concessione che assegnava al Comune di Roma lo sfruttamento delle sorgenti di Peschiera e Le Capore, siglata nel 1926, è scaduta nel 1996. Da allora ACEA ha continuato ad attingere abusivamente dalle due sorgenti; le richieste di regolamentarne lo sfruttamento con una nuova convenzione (obbligatoria per legge) non diedero risultati, mentre (per effetto dell'istituzione degli Ambiti Territoriali Ottimali) la manutenzione degli impianti passò ai comuni della provincia reatina, ai quali paradossalmente l'acqua potabile veniva a costare più che ai cittadini romani. Così la provincia di Rieti (a partire dalle giunte Giuliani e Calabrese) avviò un contenzioso per ottenere un ristoro economico, che avrebbe permesso ad un territorio arretrato ed economicamente depresso come la Sabina di avvantaggiarsi della propria unica ricchezza, l'abbondanza di acqua.
Nel 2002, in seguito alla riforma del Titolo V della Costituzione, la competenza per concedere lo sfruttamento delle sorgenti passò alla regione Lazio. La giunta provinciale Melilli riuscì a concludere un accordo, e nel 2006 la giunta regionale Marrazzo deliberò un nuovo schema di convenzione, che assegnava all'Ambito Territoriale Ottimale della Provincia di Rieti (ATO3) un ristoro economico di 8 milioni di euro ogni anno a partire dal 2006 e di 25 milioni di euro una tantum per il pregresso.
Tuttavia il comune di Roma, maggiore azionista dell'ACEA, non ratificò mai quanto deliberato dalla regione e si rifiutò di versare le cifre dovute, accumulando un debito nei confronti della Provincia di Rieti che al 2013 aveva raggiunto quasi 90 milioni di euro. Nel dicembre 2011 la Guardia di Finanza, su indicazione della Corte dei Conti, mise in mora l'Ambito Territoriale Ottimale della Provincia di Roma (ATO2) per il mancato versamento.
Nel settembre 2012 ACEA-ATO2 presentò un piano di rientro giudicato insoddisfacente dal creditore. Nell'aprile 2012, nella conferenza dei Sindaci e dei Presidenti delle Province di Rieti e Roma, fu deciso un nuovo schema di convenzione, che prevedeva che sarebbe stata la Regione Lazio a stabilire nuovamente l'importo dovuto ai Comuni dell'ATO3. In seguito a questa decisione ACEA-ATO2 dichiarò di voler attendere la delibera della regione prima di adempiere ai propri doveri.
Nel maggio del 2016 la giunta Zingaretti ha deliberato il nuovo schema di convenzione, che prevede un ristoro economico di 6 milioni l'anno e di 36 milioni di euro una tantum e sostituisce quello previsto nella delibera del 2006. Tuttavia la neosindaca di Roma Virginia Raggi si è opposta alla delibera impugnandola al TAR.
Nel marzo 2018 la sindaca Raggi ha depositato istanza alla Regione Lazio per il rinnovo della concessione di derivazione delle acque delle sorgenti del Peschiera e delle Capore.

## Fontane romane alimentate dalle sue acque

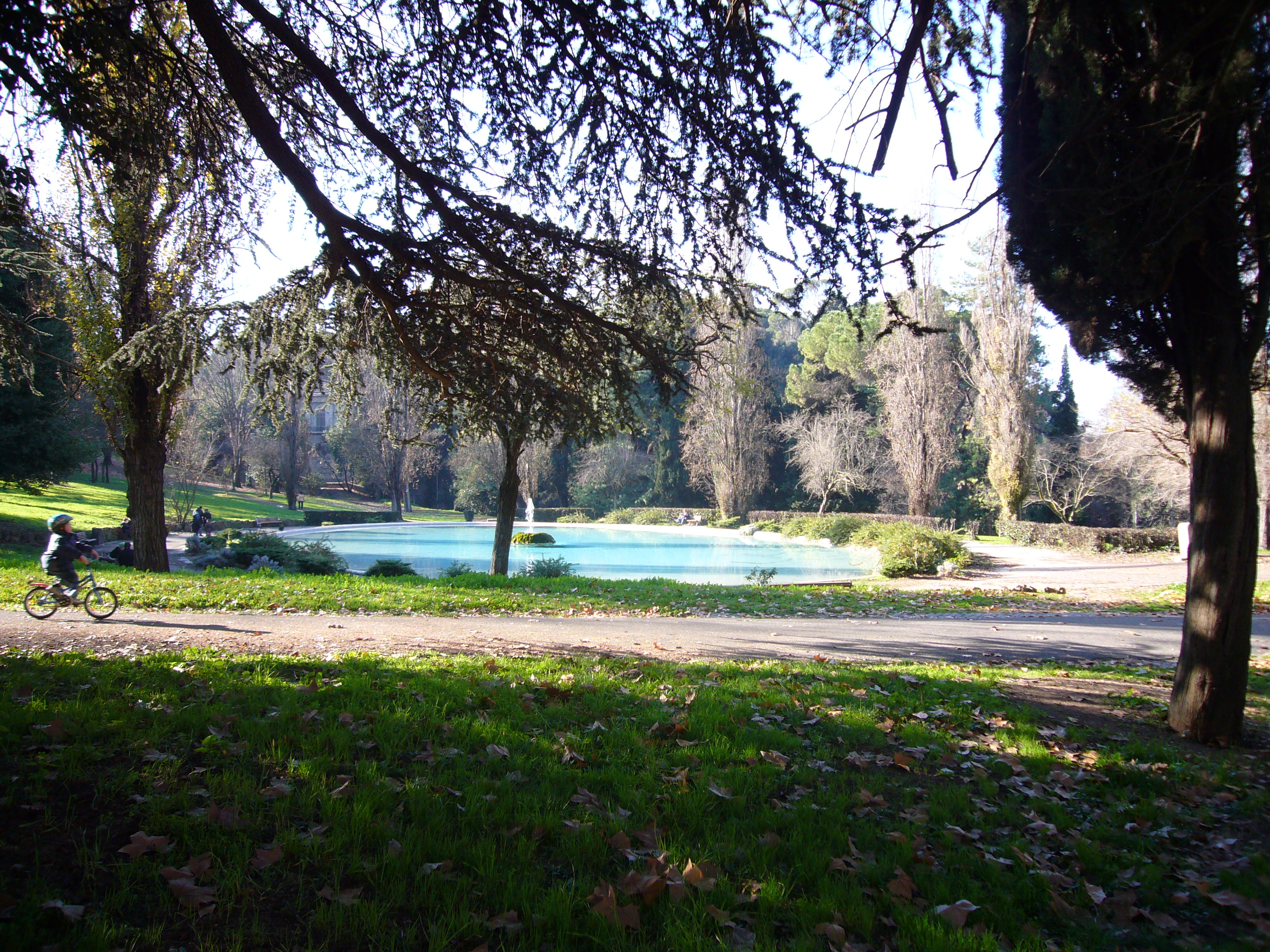
La Fontana Ovale di Villa Borghese

- Fontana del piazzale degli Eroi (Mostra d'acqua terminale)
- Fontana del Sole di via Bravetta S. VIII Gianicolense
- Fontana di Santa Maria della Pietà, via Trionfale (angolo via Chiarugi)
- Fontana del Peschiera o Fontana ovale, Villa Borghese